# (20682) 1999 VP23
1999 في بي 23 (ويعرف أيضًا باسم (20682) 1999 في بي 23 وفق تسمية الكوكب الصغير) (بالإنجليزية: 1999 VP23)‏ هو كويكب ضمن حزام الكويكبات؛ وترتيبه 20682 من حيث الاكتشاف.
اكتُشف هذا الجُرم الفلكي بواسطة Charles W. Juels ‏ في 14 نوفمبر 1999.

## وصلات خارجية
- (20682) 1999 VP23 في قاعدة بيانات مختبر الدفع النفاث لأجرام النظام الشمسي الصغيرة

- الاكتشاف · مخطط المدار ·  العناصر المدارية · المعلمات المادية

- (20682) 1999 VP23 على موقع ويكي سكاي: DSS2, SDSS, GALEX, IRAS, Hydrogen α, X-Ray, Astrophoto, Sky Map, Articles and images